# 宮上茂隆
宮上 茂隆（みやがみ しげたか、1940年7月26日- 1998年11月16日）は、日本の建築史家。奈良時代の寺院から江戸時代の城郭まで、日本建築の研究や復元設計を数多く手がけた。

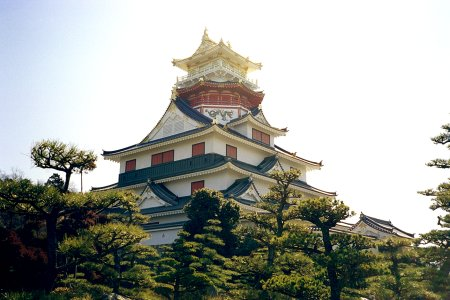
安土城天主（宮上茂隆復元案）を模した伊勢・安土桃山文化村にある天守風建物

## 略歴
東京小石川の華道家元の子として生まれる。1964年東京大学工学部建築学科卒業、1966年同大学大学院修士課程修了。1968年、東京大学工学部建築学科助手（1980年まで）。1979年、東京大学より工学博士を授与される。論文の題は「薬師寺伽藍之研究」。
1980年竹林舎建築研究所を設立。1983年、20年をかけて大阪城本丸設計図を復元する。1989年から1993年にかけて、掛川城天守閣の復元設計に携わった。
1998年、肺炎で死去。

## 著書

### 単著
- 『模型薬師寺東塔』草思社 1986
- 『復元模型安土城』草思社 1995
- 『薬師寺伽藍の研究』草思社 2009

### 共著・共編
- 『法隆寺 世界最古の木造建築』西岡常一共著 穂積和夫イラスト 草思社 日本人はどのように建造物をつくってきたか 1980
- 『大坂城 天下一の名城』穂積和夫イラスト 草思社 日本人はどのように建造物をつくってきたか 1984
- 『図説織田信長』小和田哲男共編 河出書房新社 1991
- 『日本名建築写真選集 第11巻 金閣寺・銀閣寺』柴田秋介撮影 杉本苑子共著 新潮社 1992

### 翻訳
- アン&スコット・マグレガー『超高層ビル』草思社 つくりながら学ぶやさしい工学 1981